# Palaeomeryx
Palaeomeryx — вимерлий рід парнокопитних родини Palaeomerycidae, ендемік Європи та Азії з епохи міоцену, 16.9–7.25 млн років.

## Таксономія
Палеомерикс назвав фон Мейєр (1834). Це типовий рід Palaeomerycidae, Palaeomerycinae. Він був віднесений до Palaeomerycidae Керролом (1988) та Сахом і Хейзманом (2001); і до Palaeomerycinae Prothero і Liter (2007).

## Розповсюдження викопних решток
- Амор, Лейрія, Португалія
- Рівень C1, кар'єр Quebra Bilhas, Лісабон, Португалія
- Буньоль, Валенсія, Іспанія
- Луфен, провінція Юньнань, Китай
- Кривий Ріг, Україна